# Dobra (powiat oleśnicki)

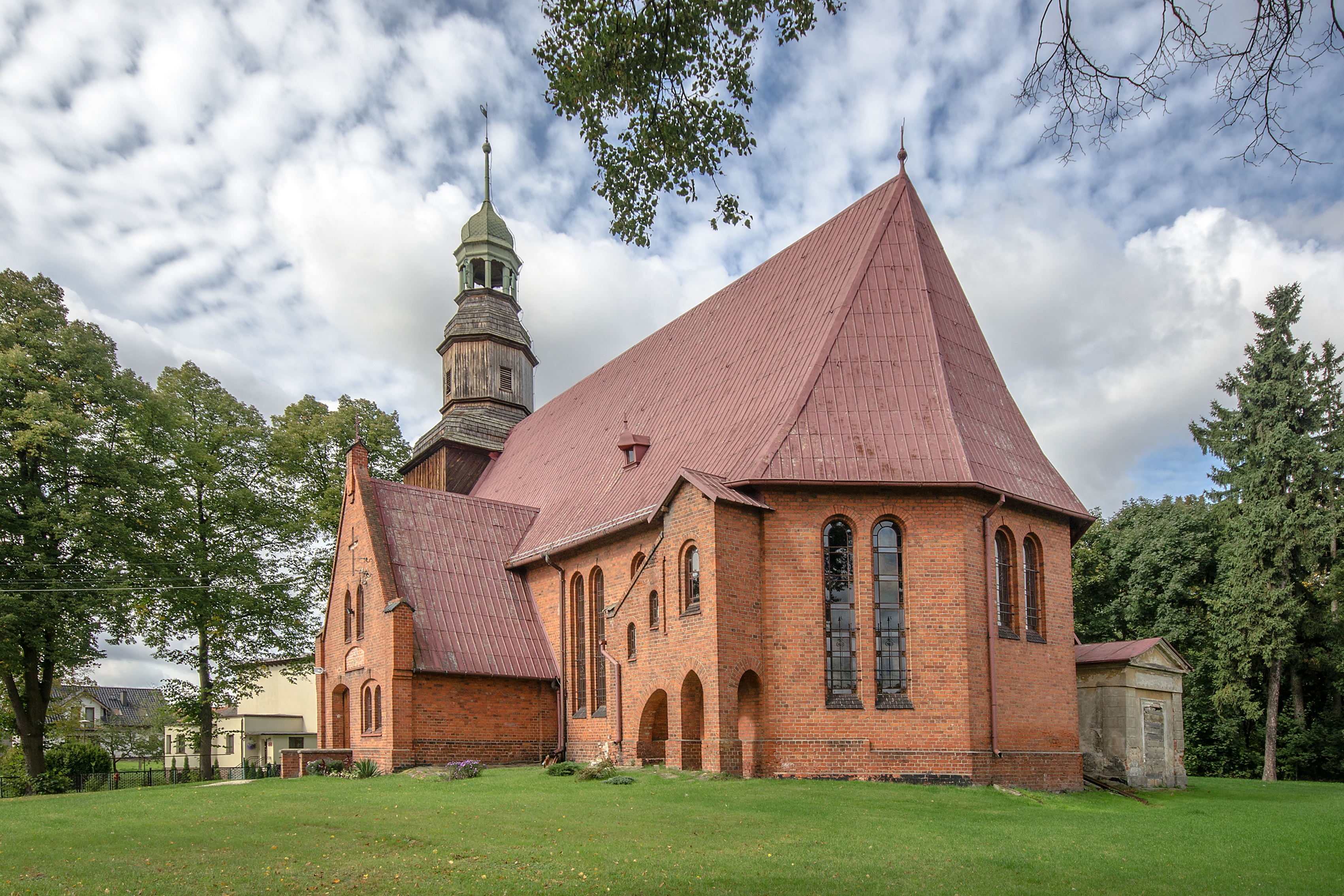
Kościół NMP z Góry Karmel

Dobra (niem. Döberle) – wieś w Polsce położona w województwie dolnośląskim, w powiecie oleśnickim, w gminie Dobroszyce.

## Podział administracyjny
W latach 1954–1971 wieś należała i była siedzibą władz gromady Dobra, po jej zniesieniu w gromadzie Dobroszyce. W latach 1975–1998 miejscowość należała administracyjnie do województwa wrocławskiego.

## Nazwa
W roku 1295 w kronice łacińskiej Liber fundationis episcopatus Vratislaviensis (pol. Księga uposażeń biskupstwa wrocławskiego) miejscowość wymieniona jest jako Dobra. Niemiecka nazwa Döberle jest zgermanizowaną formą polskiej nazwy.

## Zabytki
Do wojewódzkiego rejestru zabytków wpisany jest:
- zespół dworski:
  - dwór (niem. Schloss Karlsburg) – jedna z głównych atrakcji gminy Dobroszyce, wzniesiony przez Karola Fryderyka I z Podiebradów, księcia ziębicko-oleśnickiego w okresie wojny trzydziestoletniej (od 14 kwietnia 1631 do 29 września 1632), pomimo fatalnej sytuacji księstwa, m.in. splądrowanie i spalenie Oleśnicy przez wojska szwedzkie. Przebudowywany pod koniec XVIII w., oraz w latach: 1844, 1909-1910. Od imienia księcia wieś w 1935 r. została nazwana Karlsburg. Od 1673 roku (podziału księstwa oleśnickiego) dwór wraz ze wsią stanowił rezydencję księżnych-wdów
  - park, z drugiej połowie XIX w.

inne zabytki:
- kościół parafialny pw. Matki Boskiej Szkaplerznej, należący do Dekanatu Oleśnica Śląska - Zachód, bezstylowy. Pierwotnie drewniana świątynia, wybudowana przez księżnę oleśnicką Elżbietę Marię, córkę Karola Fryderyka I z Podiebradów i żonę Sylwiusza Nimroda. W ciągu wieków świątynia wielokrotnie modernizowana, obecny wygląd zawdzięcza przebudowie prawdopodobnie z roku 1914, przy czym zachowała się oryginalna drewniana dzwonnica z 1670 roku. Warte zobaczenia są epitafia rodziny książęcej.
- Pałac w Dobrej[7]